# Вільям Біч Томас
Вільям Біч Томас (22 травня 1868 — 12 травня 1957) — британський автор і журналіст, відомий своєю роботою як військовий кореспондент та його праці про природу і сільське життя.
Біч Томас був сином сільського священника. Він відвідував Шрусберійську школу та Оксфордський університет, перш ніж розпочати короткотривалу кар'єру вчителя школи. Зрозумівши, що ця робота не для нього, Біч Томас почав писати статті для газет, періодичних видань та книги.
На початку Першої світової війни Біч Томас кинув виклик військові владі, аби повідомити роботодавця про новини «Західного фронту», «Дейлі Мейл». В результаті він був ув'язнений до офіційного визнання його військовим кореспондентом. Його репортаж на решту воєнного часу отримав національне визнання, незважаючи на критику деяких та слабких духом солдатами Його книга З Британцями на Соммі (1917) описувала англійського солдата у позитивному світлі. Після закінчення війни, і Франція, і Велика Британія нагородили його лицарським званням, але Біч Томас пожалкував про деякі звіти про його військові дії.
У зрілому віці, основний інтерес Біча Томаса полягав у сільськогосподарській справі. Він був консервативним у своїх поглядах і побоювався, що соціалістичні уряди після Другої світової війни розглядали британську сільську природу лише з економічної точки зору. Він був прихильником створення національних парків в Англії та Уельсі, а також засмутився через занепад традиційного сільського суспільства. Він багато писав, зокрема, для газет Зе Обсервд і Зе Спектатор, традиційного журналу. Його книга «Англійський пейзаж» (1938) є вибіркою його внеску в журнал «Країна життя».

## Дитинство та освіта
Вільям Біч Томас народився 22 травня 1868 року в місті Годманчестер, у графстві Хантингдоншир, Англія. Він був другою дитиною в сім'ї Даніеля Джорджа Томаса та його дружини Рози (Beart). У 1872 році його батько був призначений ректором Хамертона. Біч Томас був в захваті від провінційної місцевості парафії батька, що значно вплинуло на його пізні твори про історію природи та сільські предмети. Біч Томас не мав подвійного імені, що пишеться через дефіс; він використовував своє друге ім'я як частину прізвища.
Біч Томас відвідував Шрусберійську школу з 1882 року. Він був чудовим спортсменом і був призначений єгером в Королівській Шрусберійській школі полювання, найстарішого в світі спортивного клубу. Він продовжував цікавитися спортом після рентабельної виставки в Церкві Христа в Оксфорді в 1887 році і став членом університетської спортивної команди, представляючи університет на різних спортивних змаганнях протягом кількох років. Він став президентом Оксфордського університету Атлетик Клуб і був прийнятий до асоціацій футболу, регбі і крикету на рівні коледжу. Дж. Б. Аткінз, який змагався проти нього за команду Кембріджського університету легкої атлетики, сказав: «З його величезним ростом та гігантським кроком він був чудовим у дії. Його вирішальні зусилля, завжди блискучі, коли він бачив цілі всіх, стрічечка фінішу, чекаючи на нього, це було незабутнім, хоча я мав серйозну причину для того, щоб пошкодувати його в той час». Його виставка була замінена стипендією, але він не досяг успіху в академії, володів лише третім ступенем.